# Barbera d'Alba (DOC)
Le Barbera d'Alba est un vin italien de la région Piémont doté d'une appellation DOC depuis le 27 mai 1970. Seuls ont droit à la DOC les vins rouges récoltés à l'intérieur de l'aire de production définie par le décret.

## Aire de production
Les vignobles autorisés se situent en province de Coni dans les communes de Alba, Albaretto della Torre, Barbaresco, Barolo, Borgomale, Camo, Canale, Castagnito, Castellinaldo, Castiglione Falletto, Castiglione Tinella, Castino, Corneliano d'Alba, Cossano Belbo, Diano d'Alba, Govone, Grinzane Cavour, Guarene, Magliano Alfieri, Mango, Monforte d'Alba, Montelupo Albese, Monticello d'Alba, Neive, Neviglie, Novello, Perletto, Piobesi d'Alba, Priocca, Rocchetta Belbo, Roddi, Roddino, Rodello, Santo Stefano Belbo, Santa Vittoria d'Alba, Serralunga d'Alba, Sinio, Treiso, Trezzo Tinella, Verduno, Vezza d'Alba ainsi qu'en partie les vignobles des communes Baldissero d'Alba, Bra, Cortemilia, Cherasco, La Morra, Monchiero, Montà, Montaldo Roero, Monteu Roero, Narzole, Pocapaglia, Santo Stefano Roero et Sommariva Perno. (+/-2523 hectares de vignobles avec une production de 44.060 hl/an)
Le vin rouge du Barbera répond à un cahier des charges moins exigeant que le Barbera d'Alba superiore, essentiellement en relation avec le vieillissement et le titre alcoolique.

## Caractéristiques organoleptiques
- couleur: rouge rubis avec des reflets grenat
- odeur: vineux, intense et caractéristique
- saveur: sec,  puissant, légèrement tannique

Le Barbera d'Alba se déguste à une température de 16 à 18 °C. Le vin peut vieillir 5 - 7 ans et se rapproche en qualité d'un barolo.

## Association de plats conseillée
Plats de pâtes, poulet, viandes grillées et fromages.

## Production
Province, saison, volume en hectolitres :
- pas de données disponibles